# GSP 15000
GSP 15000 es el nombre de catálogo de los restos fósiles de un simio, Sivapithecus indicus, que puede ser el ancestro de los actuales orangutanes de hace unos nueve millones de años. Su cara y otros rasgos son comunes a la familia Pongo y debió habitar un medio mixto de bosques y praderas.

## Descubrimiento, descripción y datación
El descubrimiento de los restos fue realizado por S. M. Ibrahim Shah y David Pilbeam en 1979, en la meseta Potwar, en el actual Pakistán.
Los restos pertenecen a un ejemplar adulto, probablemente un macho, ya que las suturas están cerradas y las muelas desgastadas, del tamaño de un chimpancé. El fósil abarca gran parte de la parte izquierda de la cara, incluida una parte del hueso frontal, el arco cigomático, la articulación temporomandibular, la mandíbula y el maxilar con casi toda la dentición, que comparte con los primeros homininos la característica de poseer un esmalte dental grueso. POr desgracia, el fósil no incluye ninguna parte de la base craneal.
Muchas de las características recuerdan al género Pongo como, por ejemplo, la cara alta y estrecha o las órbitas oculares ovaladas, más altas que anchas, y con un hueso interorbital estrecho, o un grado de prognatismo parecido al de la cara plana de los orangutanes.
Al fósil se le calcula una antigüedad que oscila entre 8,5 y 9,5 millones de años. lo que le sitúan en el piso Tortoniense (antiguamente considerado parte del Mioceno tardío), parte de la época y serie Mioceno.

## Atribución de especie
GSP 15000 fue asignado en la primera descripción a Sivapithecus indicus, posteriormente algunos autores han indicado la posibilidad de reasignarlo a Sivapithecus sivalensis, si bien no hay consenso al respecto.
A lo largo de los años ha recibido también posibles atribuciones a Sivapithecus spp., Ramapithecus o Gigantopithecus.